# Скаятук (Оклахома)
Скаятук (англ. Skiatook) — місто (англ. town) в США, в округах Осадж і Талса штату Оклахома. Населення — 8450 осіб (2020).

## Географія
Скаятук розташований за координатами 36°22′10″ пн. ш. 96°1′5″ зх. д. / 36.36944° пн. ш. 96.01806° зх. д. (36.369525, -96.017964).  За даними Бюро перепису населення США в 2010 році місто мало площу 42,42 км², з яких 42,00 км² — суходіл та 0,42 км² — водойми. В 2017 році площа становила 34,08 км², з яких 33,77 км² — суходіл та 0,31 км² — водойми.

## Демографія
Згідно з переписом 2010 року, у місті мешкало 7397 осіб у 2796 домогосподарствах у складі 1989 родин. Густота населення становила 174 особи/км².  Було 3067 помешкань (72/км²).
Расовий склад населення:
| - 73,3 % — білих - 17,7 % — корінних американців - 0,6 % — чорних або афроамериканців - 0,3 % — азіатів |

До двох чи більше рас належало 7,5 %. Частка іспаномовних становила 2,9 % від усіх жителів.
За віковим діапазоном населення розподілялося таким чином: 29,1 % — особи молодші 18 років, 58,7 % — особи у віці 18—64 років, 12,2 % — особи у віці 65 років та старші. Медіана віку мешканця становила 33,1 року. На 100 осіб жіночої статі у місті припадало 92,7 чоловіків;  на 100 жінок у віці від 18 років та старших — 89,7 чоловіків також старших 18 років.
Середній дохід на одне домашнє господарство  становив 54 606 доларів США (медіана — 44 702), а середній дохід на одну сім'ю — 63 809 доларів (медіана — 53 769). Медіана доходів становила 46 955 доларів для чоловіків та 27 485 доларів для жінок. За межею бідності перебувало 17,5 % осіб, у тому числі 25,9 % дітей у віці до 18 років та 11,5 % осіб у віці 65 років та старших.
Цивільне працевлаштоване населення становило 3437 осіб. Основні галузі зайнятості: освіта, охорона здоров'я та соціальна допомога — 20,7 %, виробництво — 15,0 %, роздрібна торгівля — 10,6 %, транспорт — 9,5 %.